# Лагерный (Орловский район)
Лагерный — хутор в Орловском районе Ростовской области.
Входит в состав Каменно-Балковского сельского поселения.

## География

### Улицы
- ул. Луговая,
- ул. Полевая,
- ул. Центральная,
- пер. Лагерный,
- пер. Малый.

## Население
| 2010 |
| ---- |
| 57   |

## Достопримечательности
Территория Ростовской области была заселена ещё в эпоху неолита. Люди, живущие на древних стоянках и поселениях у рек, занимались в основном собирательством и рыболовством. Степь для скотоводов всех времён была бескрайним пастбищем для домашнего рогатого скота. От тех времен осталось множество курганов с захоронениями жителей этих мест. Курганы и курганные группы находятся на государственной охране.
Поблизости от территории хутора Лагерного Орловского района расположено несколько достопримечательностей — памятников археологии. Они охраняются в соответствии с Федеральным законом от 25.06.2002 N 73-ФЗ «Об объектах культурного наследия (памятниках истории и культуры) народов Российской Федерации», Областным законом от 22.10.2004 N 178-ЗС «Об объектах культурного наследия (памятниках истории и культуры) в Ростовской области», Постановлением Главы администрации РО от 21.02.97 N 51 о принятии на государственную охрану памятников истории и культуры Ростовской области и мерах по их охране и др.
- Курганная группа «Лагерный I» из трех курганов. Находится на расстоянии около 0,8 км к западу от хутора Лагерного.
- Курганная группа «Лагерный II» (13 курганов). Находится на расстоянии около 2,3 км к западу от хутора Лагерного.
- Курган «Лагерный III». Находится на расстоянии около 0,8 км к северо-западу от хутора Лагерного.
- Курган «Хохлачев II». Находится на расстоянии около 7,7 км к юго-западу от хутора Лагерного.[3].